# Grand Prix Szwajcarii 1953
Grand Prix Szwajcarii 1953 (oryg. Grosser Preis der Schweiz) – 8. runda Mistrzostw Świata Formuły 1 w sezonie 1953, która odbyła się 23 sierpnia 1953 po raz 4. na torze Circuit Bremgarten.
13. Grand Prix Szwajcarii, 4. zaliczane do Mistrzostw Świata Formuły 1.

## Wyniki

### Kwalifikacje
Źródło: statsf1.com
| P  | Nr | Kierowca                | Konstruktor(-silnik) | Opony | Czas   | Odstęp | Strata |
| -- | -- | ----------------------- | -------------------- | ----- | ------ | ------ | ------ |
| 1  | 32 | Juan Manuel Fangio      | Maserati             | P     | 2:40,1 | –      | –      |
| 2  | 46 | Alberto Ascari          | Ferrari              | P     | 2:40,7 | +0,6   | +0,6   |
| 3  | 24 | Giuseppe Farina         | Ferrari              | P     | 2:42,6 | +1,9   | +2,5   |
| 4  | 8  | Maurice Trintignant     | Gordini              | E     | 2:43,8 | +1,2   | +3,7   |
| 5  | 36 | Onofre Marimón          | Maserati             | P     | 2:44,5 | +0,7   | +4,4   |
| 6  | 28 | Luigi Villoresi         | Ferrari              | P     | 2:44,6 | +0,1   | +4,5   |
| 7  | 26 | Mike Hawthorn           | Ferrari              | P     | 2:48,1 | +3,5   | +8,0   |
| 8  | 42 | Emmanuel de Graffenried | Maserati             | P     | 2:49,9 | +1,8   | +9,8   |
| 9  | 20 | Ken Wharton             | Cooper-Bristol       | D     | 2:51,5 | +1,6   | +11,4  |
| 10 | 30 | Felice Bonetto          | Maserati             | P     | 2:52,0 | +0,5   | +11,9  |
| 11 | 34 | Hermann Lang            | Maserati             | P     | 2:54,8 | +2,8   | +14,7  |
| 12 | 6  | Jean Behra              | Gordini              | E     | 2:55,0 | +0,2   | +14,9  |
| 13 | 2  | Jacques Swaters         | Ferrari              | E     | 2:55,1 | +0,1   | +15,0  |
| 14 | 10 | Louis Rosier            | Ferrari              | E     | 2:55,4 | +0,3   | +15,3  |
| 15 | 16 | Lance Macklin           | HWM-Alta             | D     | 2:57,1 | +1,7   | +17,0  |
| 16 | 14 | Paul Frère              | HWM-Alta             | D     | 2:57,9 | +0,8   | +17,8  |
| 17 | 38 | Peter Hirt              | Ferrari              | P     | 3:01,5 | +3,6   | +21,4  |
| 18 | 18 | Albert Scherrer         | HWM-Alta             | D     | 3:07,4 | +5,9   | +27,3  |
| 19 | 40 | Max de Terra            | Ferrari              | P     | 3:21,1 | +13,7  | +41,0  |
| 20 | 4  | Chico Landi             | Maserati             | P     | 3:29,1 | +8,0   | +49,0  |
| P  | Nr | Kierowca                | Konstruktor(-silnik) | Opony | Czas   | Odstęp | Strata |

### Wyścig
Źródła: statsf1.com
| P                                                     | + / –     | Nr | Kierowca                          | Konstruktor    | Opony | Okr.  | Czas / Strata | Komentarz       |
| ----------------------------------------------------- | --------- | -- | --------------------------------- | -------------- | ----- | ----- | ------------- | --------------- |
| 1                                                     | 1         | 46 | Alberto Ascari                    | Ferrari        | P     | 65    | 3:01:34,40    |                 |
| 2                                                     | 1         | 24 | Giuseppe Farina                   | Ferrari        | P     | 65    | +1:12,93      |                 |
| 3                                                     | 4         | 26 | Mike Hawthorn                     | Ferrari        | P     | 65    | +1:35,96      |                 |
| 4                                                     | 3         | 32 | Juan Manuel Fangio Felice Bonetto | Maserati       | P     | 12 52 | +1 okr.       |                 |
| 5                                                     | 6         | 34 | Hermann Lang                      | Maserati       | P     | 62    | +3 okr.       |                 |
| 6                                                     | Bez zmian | 28 | Luigi Villoresi                   | Ferrari        | P     | 62    | +3 okr.       |                 |
| 7                                                     | 2         | 20 | Ken Wharton                       | Cooper-Bristol | D     | 62    | +3 okr.       |                 |
| 8                                                     | 11        | 40 | Max de Terra                      | Ferrari        | P     | 51    | +14 okr.      |                 |
| 9                                                     | 9         | 18 | Albert Scherrer                   | HWM-Alta       | D     | 49    | +16 okr.      |                 |
| Niesklasyfikowani                                     |           |    |                                   |                |       |       |               |                 |
|                                                       |           | 4  | Chico Landi                       | Maserati       | P     | 54    | +11 okr.      | skrzynia biegów |
|                                                       |           | 42 | Emmanuel de Graffenried           | Maserati       | P     | 49    | +16 okr.      | dystrybutor     |
|                                                       |           | 36 | Onofre Marimón                    | Maserati       | P     | 46    | +19 okr.      | silnik          |
|                                                       |           | 8  | Maurice Trintignant               | Gordini        | E     | 43    | +22 okr.      | przekładnia     |
|                                                       |           | 6  | Jean Behra                        | Gordini        | E     | 37    | +28 okr.      | ciśnienie oleju |
|                                                       |           | 30 | Felice Bonetto Juan Manuel Fangio | Maserati       | P     | 12 17 | +36 okr.      | silnik          |
|                                                       |           | 16 | Lance Macklin                     | HWM-Alta       | D     | 29    | +36 okr.      | silnik          |
|                                                       |           | 38 | Peter Hirt                        | Ferrari        | P     | 17    | +48 okr.      | wyciek oleju    |
|                                                       |           | 14 | Paul Frère                        | HWM-Alta       | D     | 1     | +64 okr.      | korbowód        |
|                                                       |           | 2  | Jacques Swaters                   | Ferrari        | E     | 0     | +65 okr.      | kolizja         |
|                                                       |           | 10 | Louis Rosier                      | Ferrari        | E     | 0     | +65 okr.      | kolizja         |
| Nie wystartowali / niedopuszczeni do ponownego startu |           |    |                                   |                |       |       |               |                 |
|                                                       |           | 12 | Louis Chiron                      | OSCA           | P     | 0     |               | nie przybył     |
|                                                       |           | 22 | Élie Bayol                        | OSCA           | P     | 0     |               | nie przybył     |
|                                                       |           | 44 | Fred Wacker                       | Gordini        | E     | 0     |               | wypadek         |
| P                                                     | + / –     | Nr | Kierowca                          | Konstruktor    | Opony | Okr.  | Czas / Strata | Komentarz       |

### Najszybsze okrążenie
Źródło: statsf1.com
| Nr | Kierowca       | Konstruktor | Czas   | Okr. |
| -- | -------------- | ----------- | ------ | ---- |
| 46 | Alberto Ascari | Ferrari     | 2:41,3 | 50   |

### Prowadzenie w wyścigu
Źródło: statsf1.com
| Nr                              | Kierowca        | Konstruktor | Okrążenia   | Suma |
| ------------------------------- | --------------- | ----------- | ----------- | ---- |
| 46                              | Alberto Ascari  | Ferrari     | 1-40, 54-65 | 52   |
| 24                              | Giuseppe Farina | Ferrari     | 41-53       | 13   |
| \| Wykres \| \| ------ \| \| \| |                 |             |             |      |
| Wykres                          |                 |             |             |      |
|                                 |                 |             |             |      |

## Klasyfikacja po wyścigu
Pierwsza piątka otrzymywała punkty według klucza 8-6-4-3-2, 1 punkt przyznawany był dla kierowcy, który wykonał najszybsze okrążenie w wyścigu. Klasyfikacja konstruktorów została wprowadzona w 1958 roku. Liczone było tylko 4 najlepsze wyścigi danego kierowcy. W nawiasach podano wszystkie zebrane punkty, nie uwzględniając zasady najlepszych wyścigów.
Uwzględniono tylko kierowców, którzy zdobyli jakiekolwiek punkty
| P  | +/− | Kierowca                | Starty | Punkty      | P1 | P2 | P3 | PP | NO | NS |
| -- | --- | ----------------------- | ------ | ----------- | -- | -- | -- | -- | -- | -- |
| 1  | 0   | Alberto Ascari          | 7      | 34,5 (46,5) | 5  | –  | –  | 5  | 4  | –  |
| 2  | 0   | Giuseppe Farina         | 7      | 24 (26)     | 1  | 2  | 1  | –  | –  | 2  |
| 3  | 0   | Juan Manuel Fangio      | 7      | 20,5        | –  | 3  | –  | 2  | 1  | 3  |
| 4  | 0   | Mike Hawthorn           | 7      | 19 (24)     | 1  | –  | 2  | –  | –  | –  |
| 5  | 0   | José Froilán González   | 5      | 13,5 (14,5) | –  | –  | 3  | –  | 2  | 1  |
| 6  | 0   | Luigi Villoresi         | 7      | 13          | –  | 2  | –  | –  | 1  | 2  |
| 7  | 0   | Bill Vukovich           | 1      | 9           | 1  | –  | –  | 1  | 1  | –  |
| 8  | 0   | Emmanuel de Graffenried | 6      | 7           | –  | –  | –  | –  | –  | 2  |
| 9  | +1  | Felice Bonetto          | 6      | 6,5         | –  | –  | 1  | –  | –  | 2  |
| 10 | −1  | Art Cross               | 1      | 6           | –  | 1  | –  | –  | –  | –  |
| 11 | 0   | Onofre Marimón          | 5      | 4           | –  | –  | 1  | –  | –  | 3  |
| 12 | 0   | Duane Carter            | 1      | 2           | –  | –  | 1  | –  | –  | –  |
| 12 | 0   | Sam Hanks               | 1      | 2           | –  | –  | 1  | –  | –  | –  |
| 14 | 0   | Maurice Trintignant     | 7      | 2           | –  | –  | –  | –  | –  | 4  |
| 15 | 0   | Oscar Alfredo Gálvez    | 1      | 2           | –  | –  | –  | –  | –  | –  |
| 15 | 0   | Jack McGrath            | 1      | 2           | –  | –  | –  | –  | –  | –  |
| 15 | N   | Hermann Lang            | 1      | 2           | –  | –  | –  | –  | –  | –  |
| 18 | −1  | Paul Russo              | 1      | 1,5         | –  | –  | –  | –  | –  | –  |
| 18 | −1  | Fred Agabashian         | 1      | 1,5         | –  | –  | –  | –  | –  | –  |
| P  | +/− | Kierowca                | Starty | Punkty      | P1 | P2 | P3 | PP | NO | NS |